# Universiteit van Glasgow
De Universiteit van Glasgow is een universiteit in de Schotse stad Glasgow. De universiteit werd in 1451 opgericht. Het is de op een na oudste universiteit van Schotland, en de op drie na oudste van het Verenigd Koninkrijk.

## Geschiedenis
De Universiteit van Glasgow werd in 1451 per pauselijke bul van Paus Nicolaas V opgericht, op aandringen van koning Jacobus II van Schotland, die een nieuwe universiteit in Schotland op wilde richten als tegenwicht tegen de Engelse universiteiten van Oxford en Cambridge. De eerste colleges werden gegeven in het kapittelgebouw van de kathedraal van Glasgow. Na enkele verhuizingen in de volgende eeuwen, vestigde de universiteit zich in 1871 definitief op de huidige locatie, de Gilmorehill.

## Bestuur
De rector van de universiteit, een voornamelijk ceremoniële functie, wordt elke drie jaar door de studenten gekozen. Op 31 maart 2017 werd Aamer Anwar na een verkiezing onder studenten aangesteld als rector.
De wetenschappelijke en operationele leiding van de universiteit is in handen van de Chancellor en de Principal.

## Faculteiten
De universiteit beschikt over negen faculteiten:
- Biomedische wetenschappen
- Diergeneeskunde
- Geneeskunde
- Informatiekunde en wiskundige wetenschappen
- Letteren
- Natuurwetenschappen
- Onderwijskunde
- Rechten, bedrijfskunde en sociale wetenschappen
- Techniek

- Bibsys: 90230082
- Biblioteca Nacional de España: XX145549
- Bibliothèque nationale de France: cb11868051r (data)
- CiNii: DA02328558
- Gemeinsame Normdatei: 36206-2
- International Standard Name Identifier: 0000 0001 2193 314X
- Library of Congress Control Number: n79129619
- Nationale Bibliotheek van Letland: 000186792
- MusicBrainz: cf4dd0bf-3bad-4305-a3f2-3c0b073d6ece
- Nationale Bibliotheek van Tsjechië: kn20020423021
- Nationale bibliotheek van Australië: 36235617
- Nationale Bibliotheek van Israël: 987007269211505171
- Réseau des bibliothèques de Suisse occidentale: 02-A000189224
- Système universitaire de documentation: 02643184X
- Museum of New Zealand Te Papa Tongarewa: 31341
- Union List of Artist Names: 500329580
- Virtual International Authority File: 157362130

Auckland · 
Birmingham · 
British Columbia (UBC) · 
Delhi ·
Dublin (UCD) · 
Edinburgh · 
Fudan · 
Glasgow · 
Hongkong · 
Korea · 
Lund · 
McGill · 
Melbourne · 
ITESM · 
New South Wales (UNSW) · 
Nottingham · 
Shanghai Jiao Tong (SJTU) · 
Queensland · 
NUS · 
Virginia · 
Waseda